# 바가텔, 작품 번호 126 (베토벤)
피아노 독주를 위한 《여섯 개의 바가텔, 작품 번호 126》은 1824년에 루트비히 판 베토벤에 의해 쓰여졌다. 악보의 초판은 마인츠의 쇼트 출판사를 통해 간행되었고, 헌정은 베토벤의 남동생 니콜라우스 요한 판 베토벤(1776년–1848년)에게 이루어지고 있다. 베토벤은 이 바가텔에 대하여, "내가 쓴 작품들 중 아마도 최고일 것"이라고 썼다.
1. Andante con moto, cantabile e con piacevole (사장조)
2. Allegro (사장조)
3. Andante, Cantabile ed espressivo (내림마장조)
4. Presto (나장조)
5. Quasi allegretto (사장조)
6. Presto — Andante amabile e con moto (내림마장조)

## 같이 보기
- 바가텔, 작품 번호 119
- 바가텔, 작품 번호 33
- 엘리제를 위하여
- 베토벤의 피아노를 위한 바가텔